# Salamat
Salamat je jeden z 23 regionů Čadu, jeho hlavním městem je Am Timan. Nachází se na jihovýchodě země, hraničí s regiony Moyen-Chari, Guéra a Sila a Středoafrickou republikou. Má rozlohu 63 000 km² a žije v něm 308 605 obyvatel (rok 2009), převážně Arabové a Kibetové. Je pojmenován podle řeky Bahr Salamat, na území regionu se nachází národní park Zakouma. Guvernérem je od roku 2008 Mahamat Maouloud Izzadine.
Pěstuje se převážně proso a podzemnice olejná, obyvatele živí také pastevectví a rybolov.
Podle statistiky vydané v roce 2015 Oxfordskou univerzitou je Salamat nejchudším regionem na světě, pro 98 % místních obyvatel platí kritéria multidimenzinálního indexu chudoby.

## Administrativní dělení
3 departementy:
- Aboudeïa (sídlo správy Aboudeïa)
- Barh Azoum (sídlo správy Am Timan)
- Haraze Mangueigne (sídlo správy Haraze Mangueigne)